# Campionatul European de Volei Masculin din 1955
Campionatul European de Volei Masculin din 1955 a fost a patra ediție a Campionatului European de Volei organizată de CEV. A fost găzduită de București (România) din 15 până în 26 iunie 1955 împreună cu Campionatul Feminin.

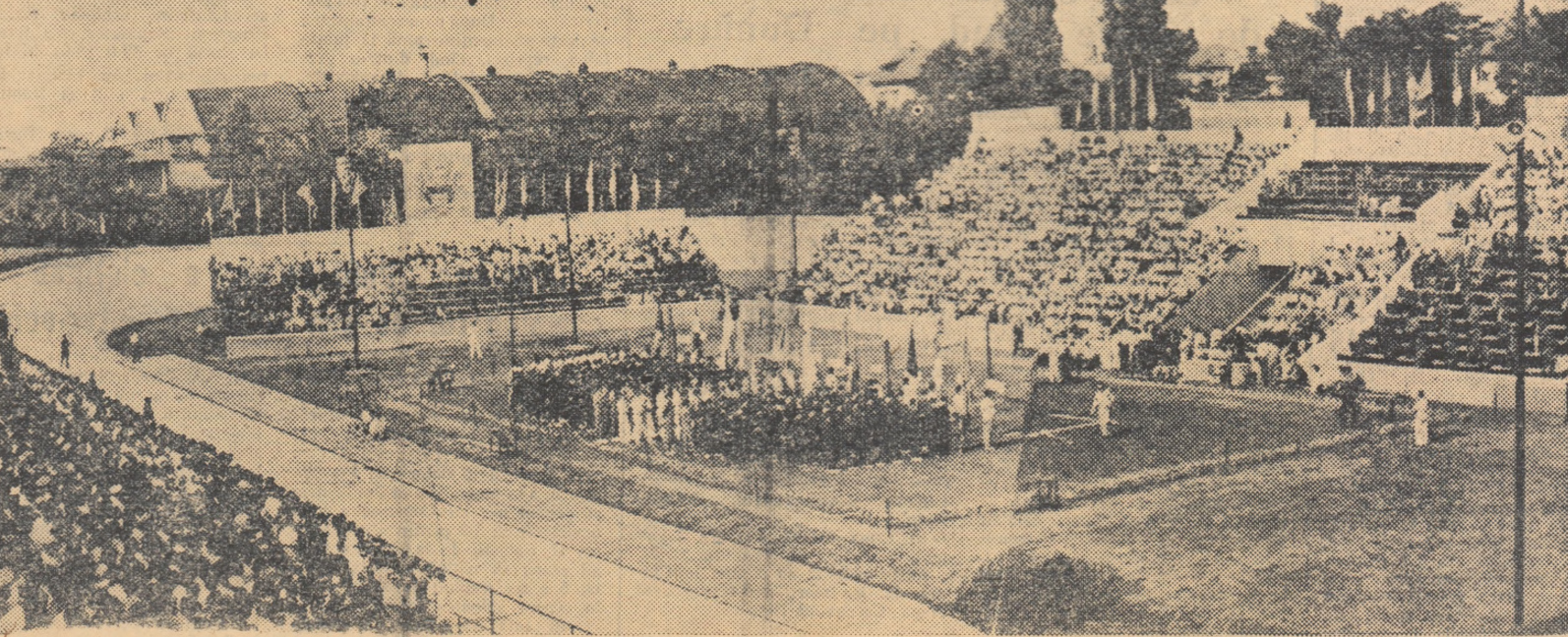
Meciurile s-au desfășurat în parcul sportiv Dinamo
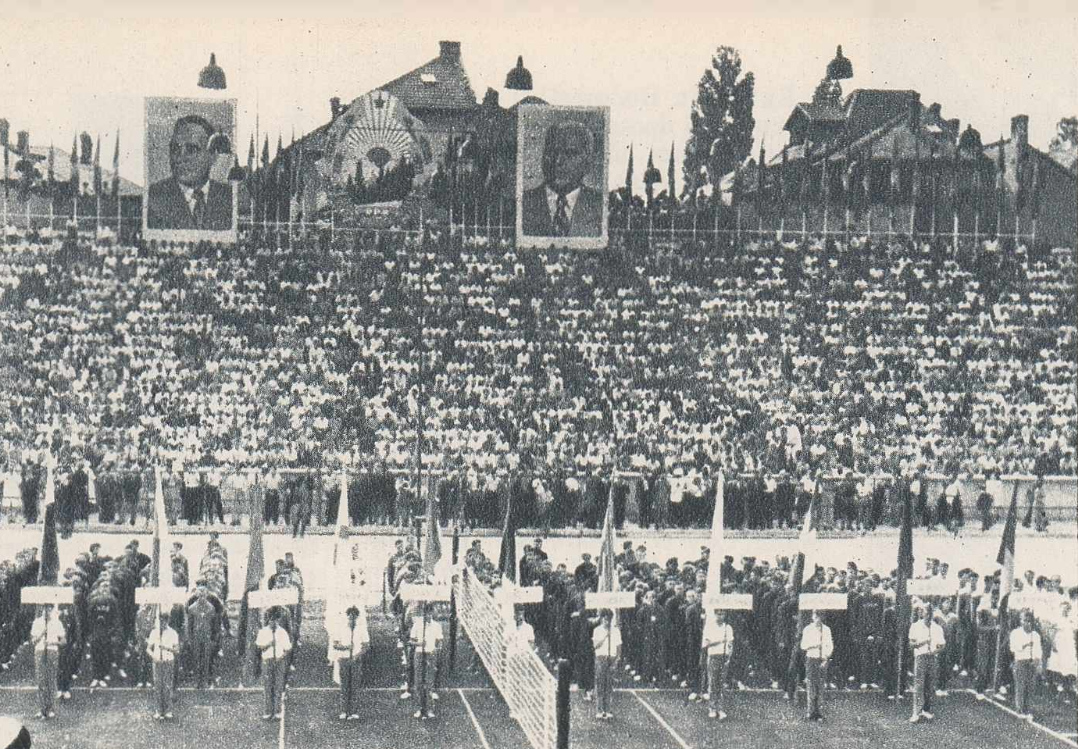
Festivitatea de deschidere

## Echipe
| - Albania - Austria - Belgia - Bulgaria - Cehoslovacia - Egipt - Finlanda | - Franța - Italia - Iugoslavia - Polonia - România - Ungaria - Uniunea Sovietică |

## Componența grupelor
| Grupa A - Albania - Finlanda - Franța - Uniunea Sovietică | Grupa B - Austria - Cehoslovacia - Egipt - Iugoslavia | Grupa C - Belgia - Bulgaria - Ungaria | Grupa D - Italia - Polonia - România |

## Faza preliminară

### Grupa A
| L | Echipa            | P | M | V | Î | SC | SP | Ratio | PP  | PÎ  | Ratio |
| - | ----------------- | - | - | - | - | -- | -- | ----- | --- | --- | ----- |
| 1 | Uniunea Sovietică | 6 | 3 | 3 | 0 | 9  | 0  | MAX   | 135 | 60  | 2,250 |
| 2 | Franța            | 5 | 3 | 2 | 1 | 6  | 3  | 2,000 | 118 | 74  | 1,595 |
| 3 | Albania           | 4 | 3 | 1 | 2 | 3  | 7  | 0,429 | 79  | 139 | 0,568 |
| 4 | Finlanda          | 3 | 3 | 0 | 3 | 1  | 9  | 0,111 | 80  | 139 | 0,576 |

### Grupa B
| L | Echipa       | P | M | V | Î | SC | SP | Ratio | PP  | PÎ  | Ratio |
| - | ------------ | - | - | - | - | -- | -- | ----- | --- | --- | ----- |
| 1 | Cehoslovacia | 6 | 3 | 3 | 0 | 9  | 0  | MAX   | 135 | 28  | 4,821 |
| 2 | Iugoslavia   | 5 | 3 | 2 | 1 | 6  | 3  | 2,000 | 108 | 71  | 1,521 |
| 3 | Egipt        | 4 | 3 | 1 | 2 | 3  | 7  | 0,429 | 74  | 138 | 0,536 |
| 4 | Austria      | 3 | 3 | 0 | 3 | 1  | 9  | 0,111 | 66  | 146 | 0,452 |

### Grupa C
| L | Echipa   | P | M | V | Î | SC | SP | Ratio | PP  | PÎ | Ratio |
| - | -------- | - | - | - | - | -- | -- | ----- | --- | -- | ----- |
| 1 | Ungaria  | 4 | 2 | 2 | 0 | 6  | 2  | 3,000 | 111 | 80 | 1,387 |
| 2 | Bulgaria | 3 | 2 | 1 | 1 | 5  | 3  | 1,667 | 104 | 92 | 1,130 |
| 3 | Belgia   | 2 | 2 | 0 | 2 | 0  | 6  | 0,000 | 47  | 90 | 0,522 |

### Grupa D
| L | Echipa  | P | M | V | Î | SC | SP | Ratio | PP  | PÎ | Ratio |
| - | ------- | - | - | - | - | -- | -- | ----- | --- | -- | ----- |
| 1 | România | 4 | 2 | 2 | 0 | 6  | 2  | 3,000 | 100 | 87 | 1,149 |
| 2 | Polonia | 3 | 2 | 1 | 1 | 5  | 3  | 1,667 | 109 | 80 | 1,363 |
| 3 | Italia  | 2 | 2 | 0 | 2 | 0  | 6  | 0,000 | 48  | 90 | 0,533 |

## Faza finală

### Grupa pentru locurile 9-14
| L  | Echipa   | P  | M | V | Î | SC | SP | Ratio | PP  | PÎ  | Ratio |
| -- | -------- | -- | - | - | - | -- | -- | ----- | --- | --- | ----- |
| 9  | Italia   | 10 | 5 | 5 | 0 | 15 | 5  | 3,000 | 281 | 192 | 1,464 |
| 10 | Albania  | 8  | 5 | 3 | 2 | 13 | 8  | 1,625 | 283 | 254 | 1,114 |
| 11 | Finlanda | 8  | 5 | 3 | 2 | 12 | 8  | 1,500 | 259 | 229 | 1,131 |
| 12 | Belgia   | 8  | 5 | 3 | 2 | 11 | 9  | 1,222 | 252 | 222 | 1,135 |
| 13 | Austria  | 6  | 5 | 1 | 4 | 6  | 14 | 0,429 | 181 | 283 | 0,640 |
| 14 | Egipt    | 5  | 5 | 0 | 5 | 2  | 15 | 0,133 | 165 | 241 | 0,685 |

### Grupa pentru locurile 1-8
| L | Echipa            | P  | M | V | Î | SC | SP | Ratio | PP  | PÎ  | Ratio |
| - | ----------------- | -- | - | - | - | -- | -- | ----- | --- | --- | ----- |
| 1 | Cehoslovacia      | 13 | 7 | 6 | 1 | 20 | 5  | 4,000 | 351 | 242 | 1,450 |
| 2 | România           | 12 | 7 | 5 | 2 | 18 | 11 | 1,636 | 384 | 335 | 1,146 |
| 3 | Bulgaria          | 12 | 7 | 5 | 2 | 16 | 12 | 1,333 | 342 | 333 | 1,027 |
| 4 | Uniunea Sovietică | 11 | 7 | 4 | 3 | 16 | 12 | 1,333 | 379 | 343 | 1,105 |
| 5 | Iugoslavia        | 10 | 7 | 3 | 4 | 15 | 16 | 0,938 | 390 | 400 | 0,975 |
| 6 | Polonia           | 10 | 7 | 3 | 4 | 12 | 15 | 0,800 | 315 | 342 | 0,921 |
| 7 | Ungaria           | 9  | 7 | 2 | 5 | 9  | 19 | 0,474 | 315 | 372 | 0,847 |
| 8 | Franța            | 7  | 7 | 0 | 7 | 5  | 21 | 0,238 | 259 | 368 | 0,704 |

## Clasamentul final

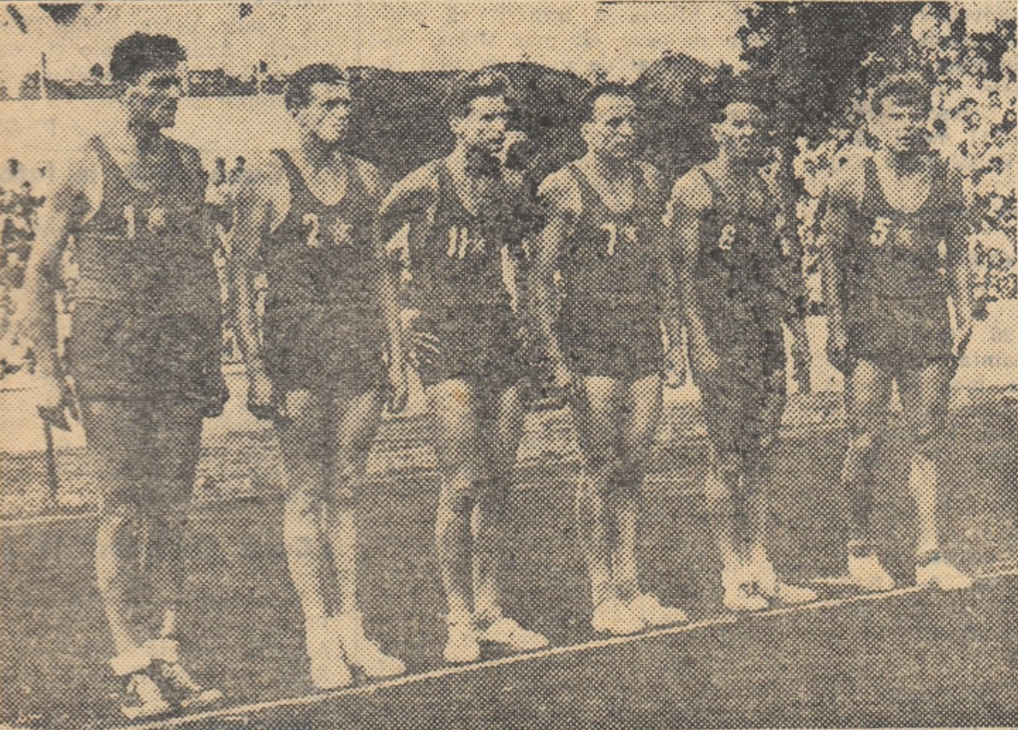
Echipa Cehoslovaciei

| Loc | Echipă            |
| --- | ----------------- |
| 1   | Cehoslovacia      |
| 2   | România           |
| 3   | Bulgaria          |
| 4   | Uniunea Sovietică |
| 5   | Iugoslavia        |
| 6   | Polonia           |
| 7   | Ungaria           |
| 8   | Franța            |
| 9   | Italia            |
| 10  | Albania           |
| 11  | Finlanda          |
| 12  | Belgia            |
| 13  | Austria           |
| 14  | Egipt             |

| Campionatul European de Volei Masculin din 1955 Cehoslovacia Al doilea titlu |

## Medaliați

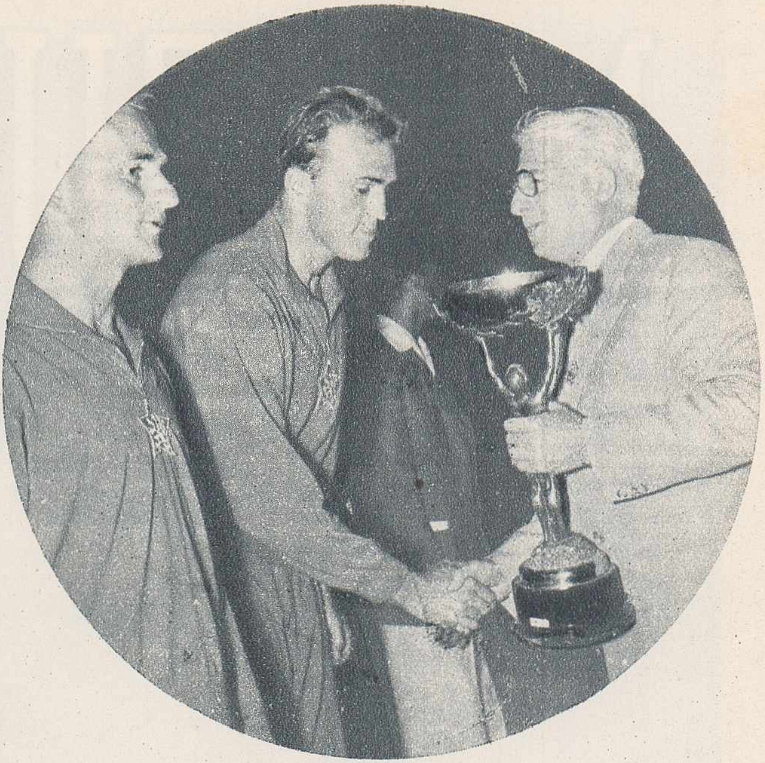
Căpitanul echipei cehoslovace primește trofeul

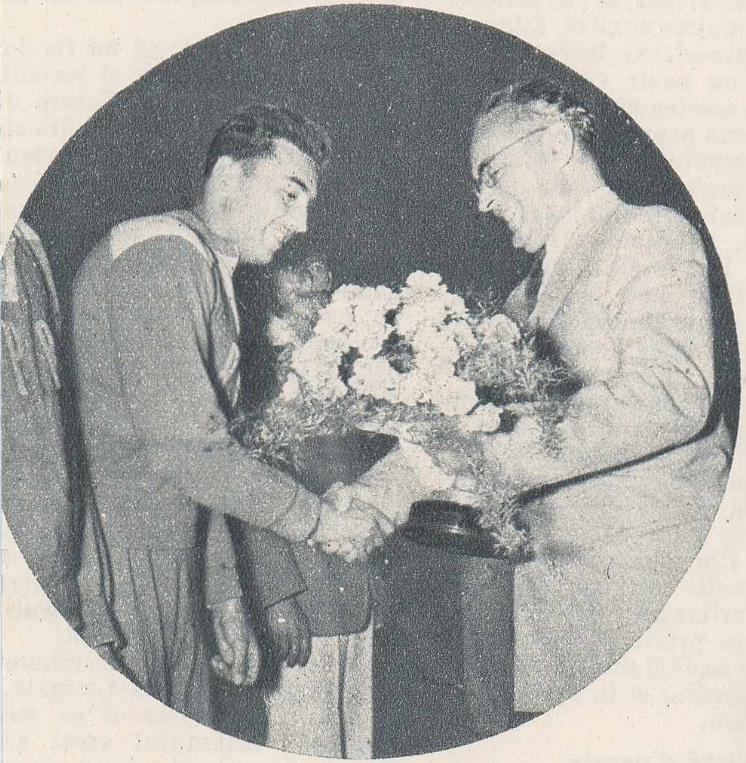
România a obținut locul doi

1  Cehoslovacia
| - Karel Brož - Zdeněk Humhal - Jiří Jonáš - Karel Láznička | - Zdeněk Malý - Josef Musil - Jaromír Paldus - Karel Paulus | - Milan Purnoch - František Schwarzkopf - Ladislav Synovec - Josef Tesař |

- Antrenor: Josef Kozák

2  România
| - Sebastian Apostol - Mihai Chezan - Emil Claici - Ion Crivăț - Eduard Derzei | - Dumitru Medianu - Sebastian Mihăilescu - Constantin Mitroi - Horațiu Nicolau | - Jean Ponova - Nicolae Răducanu - Ștefan Roman - Marcel Rusescu |

3  Bulgaria
| - Nikola Halașkanov - Denio Denev - Andrei Galbinov - Ghencio Gencev - Boris Giuderov | - Liudmil Giuderov - Nikola Lecev - Boian Mosalov - Ianko Otașliski | - Panaiot Pondalov - Todor Šimov - Nikoa Tačkov - Todor Vutov |

- Antrenor: Gheorgi Krastev